# Bambara Maoudé
Bambara Maoudé is een gemeente (commune) in de regio Timboektoe in Mali. De gemeente telt 16.500 inwoners (2009).